# زوراكيرت (أرمينيا)
زوراكيرت (بالأرمنية: Զորակերտ)‏: هي قرية في بلدية أماسيا في مقاطعة شيراك في أرمينيا.

## الجغرافيا
تقع مدينة زوراكيرت على الشاطئ الشمالي الشرقي لبحيرة أربي، في منطقة صخرية وجبلية، على ارتفاع 2030 مترًا فوق مستوى سطح البحر. المناخ بارد والأمطار غزيرة. تحصل القرية على مياه الشرب الخاصة بها من خلال خط أنابيب من مصدر يبعد 4 كيلومترات. تقع على بعد 50 كيلومترًا من عاصمة المقاطعة غيومري.